# پتانسیل گرمایش جهانی

## مقدمه
فعالیت‌های انسان منجر به افزایش غلظت تعدادی از گازهای گلخانه‌ای شده است که در جذب و انتشار مجدد تابش در بخش مادون قرمز طیف الکترومغناطیسی مؤثر هستند و منجر به تقویت اثر گلخانه‌ای می‌شوند. از جمله این گازها می‌توان به کربن دی‌اکسید، متان، اوزون، کلوفلوروکربن، نیتروژن اکسید و … اشاره داشت. برای کاهش انتشار گازهای گلخانه‌ای یافتن یک استراتژی و مشخص کردن میزان اثرگذاری هر یک از گازها حائز اهمیت است. از این رو است که مشخص کردن یک پارامتر و مولفه مرجع برای مقایسه اثر گازهای گلخانه‌ای متفاوت، مورد توجه قرار می‌گیرد.
پتانسیل گرمایش جهانی (به انگلیسی Global warming potential) که از آن به دی‌اکسید کربن معادل (CO2 equivalent) نیز یاد می‌شود، مولفه‌ای برای محاسبه میزان حرارت تابشی مادون قرمزی است که یک گاز گلخانه‌ای اضافه شده به جو زمین، در یک زمان مشخص می‌تواند جذب کند.
مولفه پتانسیل گرمایش جهانی، امکان مقایسه گازهای گلخانه‌ای مختلف را با توجه به «اثربخشی آنها در ایجاد اجبار تابشی» مشخص می‌کند. این مولفه به عنوان مضربی از تشعشعات بیان می‌شود که توسط مقدار یکسانی از جرم دی‌اکسید کربن جذب می‌شود؛ بنابراین در بیان و مقایسه این مولفه، کربن دی‌اکسید به عنوان گاز مرجع در نظر گرفته می‌شود و مقدار آن برابر با یک است. برای بدست آوردن مقدار این مولفه برای سایر گازها باید به میزان جذب تشعشعات مادون قرمز و سرعت ترک گاز از اتمسفر در محدوده زمانی خاص باید رجوع کرد.
به عنوان مثال، طی حدود ۲۰ سال میزان پتانسیل گرمایش جهانی برای متان مقدار ۸۱٫۲ است. این عدد بدین معناست که نشت یک تن از متان معادل با انتشار ۸۱٫۲ تن دی‌اکسید کربن طی ۲۰ سال است. از آنجایی که متان عمر کوتاه‌تری نسبت به کربن دی‌اکسید دارد، مقدار پتانسیل گرمایش جهانی آن در دوره‌های زمانی طولانی‌تر، بسیار کمتر است به طوری که این مقدار طی ۱۰۰ سال برابر با ۲۷٫۹ و طی ۵۰۰ سال معادل با ۷٫۹۵ خواهد بود.
کربن دی‌اکسید معادل (CO2e یا CO2eq یا CO2-e) را می‌توان با استفاده از این مولفه محاسبه کرد. برای هر گاز، جرم CO2 است که زمین را به اندازه جرم آن گاز گرم می‌کند؛ بنابراین، مقیاس مشترکی برای اندازه‌گیری اثرات آب و هوایی گازهای مختلف فراهم می‌کند. این مقدار به عنوان پتانسیل گرمایش جهانی ضرب‌در جرم سایر گاز محاسبه می‌شود.

## پیشینه
مفهوم عددی برای مقایسه میزان اثربخشی گازهای گلخانه‌ای در گرمایش کره زمین اولین بار توسط روجرز و استفان (۱۹۹۸) و فیشر و همکارانش (۱۹۹۰) برای ارزیابی اثرات گرم شدن نسبی هالوکربن‌های مختلف ارائه شده بود. پتانسیل گرمایش جهانی توسط رهود (۱۹۹۰) و لاشوف و آخوجا (۱۹۹۰) ارائه و توسط IPCC تأیید شد.
این مولفه بر اساس تغییرات اجباری تابشی یکپارچه ناشی از تغییر انتشار پالس است. به‌طور دقیق‌تر، پتانسیل گرمایش جهانی برای یک گاز نسبت نیروی تابشی تجمعی و متوسط جهانی در یک بازه زمانی مشخص تولید شده توسط یک پالس انتشار جرم واحد از آن گاز نسبت به یک پالس با جرم واحد کربن دی‌اکسید است. این مولفه به عنوان استانداردی برای برآورد اثربخشی نسبی کاهش انتشار گازهای گلخانه‌ای مختلف شناخته می‌شود. از مولفه پتانسیل گرمایش جهانی در مطالعات و پژوهش‌های مرتبط با تغییرات آب و هوایی استفاده می‌شود و نقش محوری ای در این زمینه‌ها دارد. بدیهی است که این مولفه نیز با محدودیت‌هایی از جمله عدم قطعیت، مقیاس زمانی نامشخص و مشکلات پایه‌ای برای مقایسه انواع گازها رو به رو است و بسته به گزارش‌های اعلامی توسط IPCC می‌بایست به روزترین جدول را معیار کار خود قرار داد.

## تعریف پتانسیل گرمایش جهانی
پتانسیل گرمایش جهانی به عنوان «شاخص اندازه‌گیری نیروی تابشی پس از انتشار یک واحد جرم یک ماده داده شده، جمع آوری شده در یک افق زمانی انتخاب شده، نسبت به ماده مرجع، دی اکسید کربن تعریف شده است؛ بنابراین این مقدار، اثر ترکیبی زمان‌های مختلف باقی ماندن این مواد در جو و اثربخشی آنها در ایجاد نیروی تابشی را نشان می‌دهد.» نیروی تابشی یک مفهو علمی است که برای اندازه‌گیری و مقایسه عوامل خارجی تغییر با تعادل انرژی زمین استفاده می‌شود. فشار تابشی تغییر جریان انرژی در جو است که توسط عوامل طبیعی تغییرات آب و هوایی با واحد وات در هر متر مریع است.

## مقادیر
پتانسیل گرمایش زمین به دو عامل کارایی مولکول به عنوان یک گاز گلخانه ای و طول عمر جوی وابسته است. این مولفه نسبت به جرم کربن دی‌اکسید اندازه‌گیری و در مقیاس زمانی خاص ارزیابی می‌شود؛ بنابراین، اگر یک گاز دارای نیروی تابشی بالا (مقدار مثبت) باشد اما عمر کواهی داشته باشه مقدار پتانسیل گرمایش جهانی بزرگ در مقیاس بیست سال داره اما مقیاس آن در بازه زمانی ۱۰۰ سال مقداری کوچکتری خواهد بود. به‌طور عکس، اگر یک مولکول طولعمر جوی بیشتری نسبت به کربن دی‌اکسید داشته باشد، مقدار پتانسیل گرمایش جهانی آن در مقیاس‌های زمانی متفاوت، اقزایش خواهد داشت. لازم به یاداوری است که مقدار پتاسیل گرمایش جهانی کربن دی‌اکسید به عنوان مرجع و برابر با ۱ در نظر گرفته می‌شود.
به مثال متان بازگردیم، طول عمر اتمسفری متان ۱۲±۲ سال است. مطابق با گزارش اعلام شده از IPCC در سال ۲۰۲۱، در بازه زمانی ۲۰، ۱۰۰ و ۵۰۰ سال به ترتیب مقادیر پتانسیل گرمایش جهانی متان برابر با ۸۳، ۳۰ و ۱۰ محاسبه شده است. با این حال یکی از تجزیه و تحلی‌های انجام شده در سال ۲۰۱۴ بیان می‌کند که تأثیر اولی همتان حدود صد برابر بیشتر از کربن دی‌اکسید است اما به دلیل عمر جوی کوتاه، پس از گذشت شش یا هفت دهه میزان تأثیر دو گاز تقریباً برابر خواهد بود. این در حالی است که پس از این مدت مقدار پتانسیل گرمایش جهانی متان همچنان در حال کاهش است. کاهش مقدار پتانسیل گرمایش جهانی در بازه زمانی طولانی‌تر، به این دلیل است که متان از طریق واکنش‌های شیمیایی به آب و کربن دی‌اکسید تجزیه می‌شود.
نمونه‌هایی از طول عمر اتمسفر و پتانسیل گرمایش جهانی نسبت به کربن دی‌اکسید برای چندین گاز گلخانه‌ای در جدول زیر نشان داده شده است:
نکته حائز اهمیت در خصوص ارقام اعلام شده آن است که این مقادیر پتانسیل گرمایش زمین به صورت دوره‌ای و در گزارش‌های هیئت دولتی تغییرات آب و هوایی گردآوری و تجدید نظر می‌شود. آخرین گزارش گزارش ارزیابی ششم IPCC (گروه کاری I) از سال ۲۰۲۳ است. بدیهی است که بسیاری از اعداد و ارقام در این مطالعه ارائه نشده است اما به‌طور کلی برخی از گازها مقدار پتانسیل گرمایش جهانی بالایی دارند اما غلظت بسیار کمی در جو دارند.

## اهمیت مقیاس زمانی
معیارهای سنجش گازهای گلخانه‌ای متفاوت به طوری طراحی شده‌اند که امکان مقایسه چارچوب‌های زمانی مختلف را ایجاد می‌کنند. برای مثال بسیاری، اثرات نسبی این گازها را در بازه‌های ۲۰، ۴۰، ۵۰ و ۱۰۰ ساله مورد بررسی قرار داده‌اند. بررسی این چارچوب‌های زمانی گوناگون به سیاست‌گذاران فرصت ارزیابی نسبی استراتژی‌های ک نترلی را داده و به پی بردن به اثرات کوتاه مدت و بلند مدت کاهش گازهای مختلف بر اتمسفر کمک می‌کند. با نگاه به بررسی‌های کوتاه مدت، برای مثال ۲۰ ساله، دیده می‌شود مقادیر پتانسیل گرمایش جهانی برای گازهای با طول عمر پایین، بالاتر است. این امر به این دلیل است که اثرات این گازها در بازه زمانی کوتاه تری بررسی شده است. تغییر چارچوب زمانی اگرچه باعث کاهش مقادیر گازهای ساطع شده نمی‌گردد اما در ارزیابی اثرات اقلیمی اثرگذار است. برخی سیاست گذاران و تحلیلگران از این موضوع برای انتشار گزارشات بر اساس ذهنیت مثبت و منفی خود استفاده می‌کنند. به همین خاطر لازم است مسئولین از بازه‌های زمانی مقادیر پتانسیل گرمایش جهانی آگاه بوده و این تفاوت‌ها را در ارزیابی خود لحاظ نمایند.
کربن دی‌اکسید یکی از گازهای آلاینده اصلی است. علی‌رغم جذب اکثر مقادیر این گاز توسط اقیانوس‌ها در طی قرن‌ها، مقادیر اندک به جا مانده می‌توانند تا هزاران سال در اتمسفر بمانند. EPA آمریکا می‌گوید: «کربن دی اکسید اتمسفر عضوی از چرخه کربنی بوده و در فرآیندهای ژئولوژیکی و بیولوژیکی شرکت می‌کند. بخشی از کربن دی اکسید اضافی توسط اقیانوس‌ها به آرامی جذب می‌شود و بخشی از آن به دلیل کند بودن فرایند جذب کربن دی اکسید در رسوبات اقیانوس، تا هزاران سال در اتمسفر باقی می‌ماند.»
در مقابل، متان یک آلاینده با طول عمر کوتاه است. این گاز پتانسیل بالاتری در جذب گرما دارد اما طول عمر این گاز در اتمسفر بسیار کوتاه‌تر است. یکی از چالش‌های سیاست گذاران تصمیم به تمرکز بر کنترل گاز قوی تر متان با طول عمری در حدود چند سال یا کنترل کربن دی‌اکسید با طول عمر هزاران سال است.
انجمن منابع هوایی کالیفرنیا در کنار بسیاری از نهادهای دیگر از چهارمین گزارش ارزیابی GWP100 IPCC برای گازهای گلخانه ای استفاده می‌کنند. این در حالی است که EPA آمریکا CH GPW100 را به مقدار ۳۴ تغییر داده است. این امر سبب قرارگیری در بازه پنجم ارزیابی IPCC صرفاً برای پخش GHG و بازده استاندارد سوخت برای ماشین‌ها و موتورهای سنگین شده است.
مقدار پتانسیل گرمایش جهانی وابسته به مقیاس زمانی در نظر گرفته شده است که توسط یک زیروند نمایان می‌شود. اثر گازی که به سرعت از اتمسفر خارج می‌شود ممکن است در ابتدا زیاد باشد اما برای مدت زمان طولانی‌تر مقدارن آن کاهش مییابد؛ بنابراین اما این مقدار برای. در نقطه مقابل، مقدار این مولفه برای هگزافلوراید گوگرد برابر با اما در بازه کوتاه‌تر مقدار آن است. مقدار مولفه پتانسیل گرمایش جهانی هرگاز وابسته به فرایند تجزیه گاز در طول زمان در جو است. این مقدار قابل اعلام به صورت دقیق و قاطع نیست؛ لذا هنگام استفاده از این ارقام می‌بایست به جدول به روز شده آن مراجعه کنید.

## بخار آب
مطابق با تعاریف اعلامی، مقدار پتانسیل گرمایش زمین برای آب، مقداری ناچیز است. به طوری که یکی از برآوردهای صد سال مقدار آن را بین -۰٫۰۰۱ و ۰٫۰۰۰۵ اعلام کرده است.
بخار آب می‌تواند مانند گاز گلخانه ای عمل کند چرا که دارای طیف جذب مادون قرمز بیشتر از کربن دی‌اکسید است. غلظت آن در جو توسط دمای هوا محدود می‌شود. به طوری که فشار تابشی توسط بخار آب با گرم شدن کره زمین افزایش می‌یابد. اما تعریف پتانسیل گرمایش جهانی، اثرات غیرمستقیم را حذف می‌کند. همچنین بر اساس انتشار گازهای گلخانه ای است و انتشار انسان زایی بخار آب (برج‌های خنک‌کننده، آبیاری) از طریق بارندگی در عرض چند هفته حذف می‌شود، بنابراین مقدار این مولفه برای آب مقداری ناچیز است.

## صنعت حمل و نقل چگونه می‌تواند اثر کربن خود را کاهش دهد؟
گاز طبیعی عمدتاً از متان تشکیل شده در اثر سوزاندن، ۲۷ درصد کربن دی‌اکسید کمتری نسبت به سوخت دیزل آزاد می‌کند. موتورهای نزدیک به صفر گاز طبیعی Cummins Westport، نسبت به همتاهای دیزلی خود به میزان ۹٪ دارای GHG اصلاح شده‌اند. این موتورها دارای سیستم تهویه داخلی میل لنگ هستند که سبب پخش شدن مقادیر کمتری از گاز متان در میل لنگ می‌شود. این سیستم به همراه سایر سیستم‌های تعبیه شده سبب کاهش آلودگی و افزایش بهره‌وری موتور شده‌اند. این تغییرات در موتورهای گاز طبیعی با استارت جرقه ای سبب کاهش بیش از ۷۰ درصدی آلودگی نسبت به مدل‌های چند سال گذشته شده‌اند.
گاز طبیعی نجدید پذیر RNG، گازی خانگی و طبیعی برگرفته از فاضلاب منابع طبیعی است. این منابع سبب تولید سوخت‌هایی با شدت کربن منفی اند. به بیان دیگر، استفاده از این سوخت‌ها در صنعت حمل و نقل در واقع سبب کاهش GHG اتمسفر خواهد شد. به همین خاطر حدود ۶۰ درصد گازهای طبیعی مورد استفاده در حمل و نقل کالیفرنیا در سال ۲۰۱۷ از این گازها تأمین می‌شد.

## نتیجه‌گیری
استانداردهای انتشار گاز اهمیت فراوانی برای کمپانی‌ها و افراد در جهت سنجش میزان اثر انتشار گازها دارد. گرمایش زمین، یکی از استانداردهای مرسوم در سنجش میزان انتشار گاز است. با مقایسه میزان کربن دی‌اکسید نسبت به گازهای گلخانه ای، می‌توان مناسب‌ترین تکنولوژی را برگزید.
گازهای طبیعی گزینه ای به صرفه برای جایگزینی در مصارف حمل و نقل هستند. گازهای طبیعی به‌طور عمده از متان تشکیل شده و پس از سوختن کربن دی‌اکسید تولید می‌کنند. مقادیر کربن دی‌اکسید تولید شده در این گازها ۲۷ کمتر از سوخت‌های دیزل است. عمده مقادیر متان آزاد شونده از وسایل نقلیه با سوخت طبیعی، ناشی از سوخت ناقص و رها شدن متان نسوخته است. موتورهای گاز طبیعی جدید مجهز به تکنولوژِی‌هایی شده‌اند که سبب کاهش سوخت ناقص و افزایش بازده موتور شده است. موتورهای نزدیک به صفر گاز طبیعی Cummins Westport بر اساس استاندارد IPCC AR4 GWP100 دچار ۱۴ درصد کاهش کربن دی‌اکسید، ۹ درصد کاهش کلی گازهای گلخانه ای و ۷۰ درصد کاهش گاز متان شده‌اند.
تولید بیوسوخت‌های پیشرفته مانند گازهای طبیعی تجدیدپذیر سبب کاهش متان و کربن دی‌اکسید شده و سبب ایجاد شدت کربن منفی می‌شود. متان استخراج شده از فاضلاب‌های طبیعی قابلیت پالایش داشته و در NGVها قابل استفاده اند. در سال ۲۰۱۷ حدود ۶۰ درصد سوخت وسایل نقلیه در کالیفرنیا از گازهای طبیعی تشکیل می‌شد.
کربن دی‌اکسید تا هزاران سال در اتمسفر زمین باقی می‌ماند این درحالی است که عمر گاز متان در حدود ۱۲ سال تخمین زده شده است. متأسفانه گرمایش زمین معضلی است که در سال‌های نزدیک از بین نخواهد رفت. با توجه به تفاوت طول عمر گازهای گلخانه ای، محاسبات انتشار گاز در چارچوب‌های زمانی طولانی مدت قابل اعتماد تر بوده و برای سنجش میزان انتشار متان مورد استفاده قرار می‌گیرند.
استفاده از گازهای طبیعی در وسایل نقلیه سبب کاهش بی درنگ مقادیر کربن دی‌اکسید می‌شود. صنعت NGV توانایی خود در کاهش مقادیر متان در چرخه را اثبات کرده است. این امر سبب کاهش اثرات کوتاه مدت متان و کمک به چالش گرمایش زمین شده است.